# Li Meiju
Li Meiju, née le 3 octobre 1979 à Hebei, est une athlète chinoise, pratiquant le lancer du poids.
Sa meilleure performance est un lancer à 19.05 m, réalisé en juin 2005 à Changsha.

## Palmarès
- Jeux olympiques d'été de 2004 à Athènes ( Grèce)
  - 9e au lancer du poids

### Championnats du monde d'athlétisme
- Championnats du monde d'athlétisme de 2003 à Paris ( France) 
  - 11e au lancer du poids
- Championnats du monde d'athlétisme de 2005 à Helsinki ( Finlande) 
  - 7e au lancer du poids
- Championnats du monde d'athlétisme de 2007 à Osaka ( Japon) 
  - 5e au lancer du poids
- Championnats du monde d'athlétisme en salle de 2008 à Valence ( Espagne) 
  -  médaille d'argent au lancer du poids

### Championnats du monde junior d'athlétisme
- Championnats du monde junior d'athlétisme de 2000 à Santiago du Chili ( Chili)
  -  Médaille d'or au lancer du poids